# Batalla d'Hormozgan
La batalla d'Hormozgan o Hormozdgān (arabitzat Hormozjān) fou un enfrontament militar entre el persa Artaxerxes I i el rei de reis part Artavan V que va permetre la pujada al poder de la dinastia sassànida. El lloc exacte no s'ha pogut determinar si bé és molt possible que fos a Rām-Hormoz, que encara existeix a uns 65 km a l'est d'Ahwaz, en una gran plana al peu d'uns turons situats a l'extrem nord-est de les muntanyes Bengestan als Zagros.
La batalla s'hauria lliurat el 226. El rei part va resultar mort i els sassànides es van poder imposar. La data a la Crònica d'Arbela sembla errònia (la mateixa obra es discutida). Els perses disposaven de 10.000 cavallers alguns amb armadura flexible; els parts eren més però estaven menys preparats. Ardaxir va agafar llavors el títol de 
Šāhānšāh (“Rei de Reis").